# Yoo Jae-suk
Yoo Jae-suk (hangul: 유재석, ur. 14 sierpnia 1972 w Seulu) – południowokoreański komik, prowadzący i osobowość telewizyjna, należy do agencji FNC Entertainment. Był prowadzącym kilku różnych programów telewizyjnych w Korei Południowej, w tym popularnego programu Infinite Challenge i popularnego na całym świecie programu Running Man. Yoo znany jest ze swojego szybkiego dowcipu i atrakcyjności dla zróżnicowanej wiekowo publiczności, dzięki temu stał się jednym z najlepszych komików w Korei i osobowości telewizyjnych.

## Biografia
Yoo urodził się 14 sierpnia 1972 roku w Seulu, Korei Południowej, jako najstarszy z trojga rodzeństwa. Uczęszczał do Seoul Institute of the Arts, ale nie był w stanie ukończyć studiów z powodu napiętego harmonogramu jako początkujący komik.
Zadebiutował w telewizji na KBS Comedian Festival (dla studentów) w 1991 roku, gdzie wykonał parodię reklamy z Choi Seung-gyungiem (kor. 최승경). Jego taniec do coveru utworu „Step by Step” New Kids on the Block w programie Infinity Challenge jest także jednym z jego wczesnych niezapomnianych momentów. W 2002 roku, po dziewięciu trudnych latach jako stosunkowo mało znany komik, dzięki rekomendacji Choi Jin-sil, gościł w programie Live and Enjoy Together (kor. 동거 동락). Program stał się natychmiast popularny i od tego czasu Yoo zaczął gościnnie pojawiać się w wielu innych programach rozrywkowych. Stał się sławny, gdy był współprowadzącym program Crash of MCs (kor. MC 대격돌 - 공포 의 쿵쿵따) z Kang Ho-dongiem, Lee Hwi-jae i Kim Han-seokiem (kor. 김한석).

## W mediach
Yoo został nazwany „MC narodu” za swoją popularność wśród widzów w różnym wieku. Jest również nazywany „konikiem polnym”, ze względu na swoje wczesne występy, w których przebierał się w strój konika polnego.
Znany jest jako jeden z najbardziej popularnych i lubianych osobistości telewizyjnych w Korei Południowej. Yoo konsekwentnie jest wybierany jako wzór do naśladowania przez innych artystów, jak również obywateli Korei. Jest również znany ze swojej filantropii.
Yoo Jae-suk jest pierwszym telewizyjnym prowadzącym, który ma własną figurę woskową wystawioną w muzeum Grévin Seoul.

## Filmografia

### Jako prowadzący telewizyjny
Lista obecnych programów
| Rok     | Tytuł                 | Stacja telewizyjna | Uwagi                          |
| ------- | --------------------- | ------------------ | ------------------------------ |
| od 2010 | Running Man           | SBS                | członek obsady (od 2010.07.11) |
| od 2018 | You Quiz on the Block | tvN                | członek obsady (od 29.08.2018) |
| od 2019 | Hangout with Yoo      | MBC                | członek obsady                 |
| od 2020 | Sixth Sense           | tvN                | członek obsady (od 03.09.2020) |

Lista byłych programów
| Rok       | Tytuł                                                                      | Stacja telewizyjna | Uwagi                                              |
| --------- | -------------------------------------------------------------------------- | ------------------ | -------------------------------------------------- |
| 2000-2002 | Achievable Saturday – Star Survival Donggeodongrak (Live and Fun Together) | MBC                | prowadzący                                         |
| 2002      | Super TV Enjoy Sunday                                                      | KBS2               | współprowadzący                                    |
| 2002      | ! Exclamation Mark                                                         | MBC                | współprowadzący                                    |
| 2002-2003 | Dangerous Invitation                                                       | KBS                | współprowadzący                                    |
| 2003-2007 | X-Man                                                                      | SBS                | główny prowadzący                                  |
| 2004-2005 | Happy Together: Tray Singing Room (Karaoke)                                | KBS2               | współprowadzący                                    |
| 2004-2012 | Yoo Jae-suk & Kim Won-hee's Come to Play                                   | MBC                | prowadzący                                         |
| 2004–2020 | Happy Together                                                             | KBS2               | współprowadzący (od 2007.06.28)                    |
| 2005-2007 | Happy Together: Tray Singing Room (Karaoke)                                | KBS2               | współprowadzący                                    |
| 2005-2007 | Yoo Jae-suk's Truth Game                                                   | SBS                | prowadzący                                         |
| 2007      | Haja Go!                                                                   | SBS                | główny prowadzący                                  |
| 2007      | Old TV                                                                     | SBS                | główny prowadzący                                  |
| 2007-2008 | Miracle Contestant                                                         | SBS                | prowadzący                                         |
| 2008-2010 | Family Outing                                                              | SBS                | prowadzący                                         |
| 2014      | I Am a Man                                                                 | KBS2               | współprowadzący                                    |
| 2015-2018 | Two Yoo Project Sugar Man                                                  | JTBC               | prowadzący                                         |
| 2015-2018 | Same Bed, Different Dreams (sezon 1)                                       | SBS                | prowadzący                                         |
| 2006–2018 | Infinite Challenge                                                         | MBC                | członek obsady (główny prowadzący) (od 2006.05.06) |
| 2018–2019 | Village Survival, the Eight (kor. 미추리 8-1000)                           | SBS                | członek obsady (sezon 1 i 2)                       |
| 2018–2019 | Cool Kids                                                                  | JTBC               | członek obsady                                     |
| 2018–2021 | Busted!                                                                    | Netflix            | członek obsady                                     |
| 2019      | Laborhood on Hire                                                          | tvN                | członek obsady                                     |

### Seriale
| Rok         | Tytuł                           | Stacja telewizyjna | Uwagi                      |
| ----------- | ------------------------------- | ------------------ | -------------------------- |
| 2000 - 2001 | Great Friends                   | KBS                |                            |
| 2005        | Daegyeol! Banjeon Drama         | SBS                |                            |
| 2008        | Yi San                          | MBC                | cameo                      |
| 2009        | Naejo-ui yeo-wang               | MBC                | cameo                      |
| 2015        | Dziewczyna, która widzi zapachy | SBS                | cameo z obsadą Running Man |
| 2015        | Nae ttal, Geum Sa-wol           | MBC                | cameo                      |

### Filmy
| Rok  | Tytuł                         | Rola                                |
| ---- | ----------------------------- | ----------------------------------- |
| 1994 | Tyranno's Toenail             |                                     |
| 2008 | Film o pszczołach             | Barry B. Benson (koreański dubbing) |
| 2009 | White Tuft, the Little Beaver | narrator i sowa (koreański dubbing) |

### Teledyski
| Rok  | Tytuł piosenki                         | Artysta                                      |
| ---- | -------------------------------------- | -------------------------------------------- |
| 2004 | „Cause' You're Pretty” (kor. 이쁘니까) | Shinnago (kor. 신나고)                       |
| 2005 | "Look Out the Window”                  | Kang Ho-dong                                 |
| 2009 | "Let's Dance”                          | Future Liger (razem z Tiger JK, Tasha)       |
| 2012 | „Room Nallari” (kor. 방구석 날라리)    | Sagging Snail (kor. 처진 달팽이; z Lee Juck) |
| 2012 | „Gangnam Style”                        | Psy                                          |
| 2013 | „Gentleman”                            | Psy                                          |
| 2014 | „Beep”                                 | Park Ji-yoon                                 |
| 2015 | „Tell Me One More Time”                | Jinusean                                     |
| 2016 | „Dancing King”                         | EXO                                          |

## Nagrody
| Rok  | Ceremonia                                       | Nagroda                                                   | Wynik   |
| ---- | ----------------------------------------------- | --------------------------------------------------------- | ------- |
| 1991 | Inaugural KBS College Student Gag Competition   | Honorable Award                                           | Wygrana |
| 2000 | MBC Drama Awards                                | Special Award in Television MC                            | Wygrana |
| 2000 | Gyeongin Broadcasting and Entertainment         | Popular Comedian Award                                    | Wygrana |
| 2002 | Book Publishing Promotion Book Reading          | Nagroda Specjalna                                         | Wygrana |
| 2003 | 2. KBS Entertainment Awards                     | Top Excellence Award in Television MC                     | Wygrana |
| 2003 | 3. MBC Entertainment Awards                     | Top Excellence Award in Show/Variety                      | Wygrana |
| 2004 | SBS Drama Awards                                | Special Award in Television MC                            | Wygrana |
| 2005 | 4. KBS Entertainment Awards                     | Daesang (wielka nagroda)                                  | Wygrana |
| 2006 | 18th Korean Broadcasting Producer Awards        | Best Television MC                                        | Wygrana |
| 2006 | 42. Baeksang Arts Awards                        | Best Male TV Personality                                  | Wygrana |
| 2006 | Blue Media                                      | Speech Award                                              | Wygrana |
| 2006 | 6. MBC Entertainment Awards                     | Daesang (wielka nagroda)                                  | Wygrana |
| 2007 | 7. MBC Entertainment Awards                     | Daesang (wielka nagroda) (z członkami Infinite Challenge) | Wygrana |
| 2007 | 8th Korea Video Competition                     | Photogenic Award                                          | Wygrana |
| 2007 | Mobile Entertainment Awards                     | Best Television MC                                        | Wygrana |
| 2008 | 2. Mnet 20's Choice Awards                      | Variety Star of the Year                                  | Wygrana |
| 2008 | 2. SBS Entertainment Awards                     | Daesang (wielka nagroda)                                  | Wygrana |
| 2008 | MBC Entertainment Awards                        | PD's Award                                                | Wygrana |
| 2008 | 1st Nickelodeon Korea Kids' Choice Awards       | Favorite Comedian                                         | Wygrana |
| 2009 | 21st Korean Broadcasting Producer Awards        | Best Television MC                                        | Wygrana |
| 2009 | 9. MBC Entertainment Awards                     | Daesang (wielka nagroda)                                  | Wygrana |
| 2009 | 9. MBC Entertainment Awards                     | PD Award                                                  | Wygrana |
| 2009 | 3. SBS Entertainment Awards                     | Daesang (wielka nagroda) (z Lee Hyori)                    | Wygrana |
| 2009 | 3. SBS Entertainment Awards                     | Best Teamwork Award (za Family Outing)                    | Wygrana |
| 2009 | 2nd Nickelodeon Korea Kids' Choice Awards       | Favorite Comedian                                         | Wygrana |
| 2010 | 9. KBS Entertainment Awards                     | Best Teamwork Award (za Happy Together 3)                 | Wygrana |
| 2010 | 10. MBC Entertainment Awards                    | Daesang (wielka nagroda)                                  | Wygrana |
| 2010 | 10. MBC Entertainment Awards                    | Korean Guardian Tree Award                                | Wygrana |
| 2010 | 4. SBS Entertainment Awards                     | Best 10 Entertainers                                      | Wygrana |
| 2010 | 3rd Nickelodeon Korea Kids' Choice Awards       | Favourite Comedian                                        | Wygrana |
| 2011 | 11. MBC Entertainment Awards                    | Top Excellence Award in a Variety Show                    | Wygrana |
| 2011 | 5th SBS Entertainment Awards                    | Daesang (wielka nagroda)                                  | Wygrana |
| 2011 | 4th Nickelodeon Korea Kids' Choice Awards       | Favorite Comedian                                         | Wygrana |
| 2011 | 53rd National Rowing Championships 2000m Novice | Eight Special Award (z członkami Infinite Challenge)      | Wygrana |
| 2012 | 12. MBC Entertainment Awards                    | PD Award                                                  | Wygrana |
| 2012 | 6. SBS Entertainment Awards                     | Daesang (wielka nagroda)                                  | Wygrana |
| 2012 | 6. SBS Entertainment Awards                     | Viewers' Favorite TV Personality                          | Wygrana |
| 2012 | 3rd Korean Popular Culture and Arts Award       | Prime Minister Award                                      | Wygrana |
| 2012 | 5th Nickelodeon Korea Kids' Choice Awards       | Favorite Comedian                                         | Wygrana |
| 2013 | 49. Baeksang Arts Awards                        | Daesang (TV) (wielka nagroda)                             | Wygrana |
| 2013 | 6th Nickelodeon Korea Kids Choice Awards        | Favorite Comedian                                         | Wygrana |
| 2013 | 12. KBS Entertainment Awards                    | Eating Broadcast Award (za Happy Together 3)              | Wygrana |
| 2013 | 7. SBS Entertainment Awards                     | Viewer's Choice Most Popular Entertainer Award            | Wygrana |
| 2013 | 7. SBS Entertainment Awards                     | Viewer's Most Popular Award (z członkami Running Man)     | Wygrana |
| 2014 | 13. KBS Entertainment Awards                    | Daesang (Grand Prize)                                     | Wygrana |
| 2014 | 14. MBC Entertainment Awards                    | Daesang (Grand Prize)                                     | Wygrana |
| 2014 | 8. SBS Entertainment Awards                     | Viewer's Choice Most Popular Entertainer Award            | Wygrana |
| 2015 | 15. MBC Entertainment Awards                    | Achievement Award (z członkami Infinite Challenge)        | Wygrana |
| 2015 | 9. SBS Entertainment Awards                     | Daesang (wielka nagroda) (z Kim Byung-man)                | Wygrana |
| 2015 | 9. SBS Entertainment Awards                     | Viewers' Favorite TV Personality                          | Wygrana |
| 2016 | 15. KBS Entertainment Awards                    | Best Teamwork Award (za Happy Together 3)                 | Wygrana |
| 2016 | 16. MBC Entertainment Awards                    | Daesang (wielka nagroda)                                  | Wygrana |
| 2016 | InStyle Korea                                   | Entertainer Star Icon (Male)                              | Wygrana |